# Municipio de Trinity
El municipio de Trinity (en inglés: Trinity Township) es un municipio ubicado en el  condado de Randolph en el estado estadounidense de Carolina del Norte. En el censo de los Estados Unidos de 2020 tenía una población de 7006 habitantes en una área de 415,1 millas cuadradas (1075,1 km²).

## Geografía
El municipio de Trinity se encuentra ubicado en las coordenadas 35°52′57.49″N 79°59′12.14″O / 35.8826361, -79.9867056.